# Oliver Kircher
Oliver Kircher (* 15. August 1970) ist ein deutscher Sachverständiger für urbane Popkultur.

## Leben
Oliver Kircher ist Koch und ehemaliger Graffiti-Künstler. Zusammen mit Oliver Korittke und Niklas Beckert eröffnete Kircher Ende 2012 im Hamburger Hof in Berlin-Mitte das „Museum für Urbane Pop Kultur Generation 13“, in dem eine große Sammlung von Turnschuhen, Vintage-Spielzeug und Action-Figuren der vergangenen 30 Jahre gezeigt wurde. Kircher kochte unter anderem in dem angegliederten Café. Im folgenden Jahr meldete das Museum Insolvenz an.
Kircher, der als leidenschaftlicher Sammler und Kunstexperte gilt, taxierte 2013 als Sachverständiger für urbane Popkultur in der ersten Staffel der ZDF-Sendereihe Bares für Rares vorwiegend den Wert von Objekten aus der Zeit zwischen den 1960er und 1980er Jahren.